# GT 64: Championship Edition
GT 64: Championship Edition (City Tour Grand Prix: Zen Nihon GT Senshuken au Japon) est un jeu vidéo de course sorti en 1998 sur Nintendo 64. Le jeu a été développé par Imagineer et édité par Ocean Software.

## Système de jeu
Il comportait 6 courses aux totales, dans trois environnement différents : États-Unis, Angleterre et Japon. Chaque circuit comportait 2 courses avec des trajets différents, ainsi qu'un mode miroir pour chaque.
Les véhicules pouvaient être aussi réglés afin d’améliorer leur comportement routier.

## Pilotes disponibles
- #2 Aguri Suzuki et Érik Comas
- #3 Masahiro Hasemi et Tetsuya Tanaka
- #5 Eiiti Tajima et Marc Goossens
- #12 Kazuyoshi Hoshino et Satoshi Motoyama
- #18 Katsumi Yamamoto et Takuya Kurosawa
- #36 Michael Krumm et Pedro de la Rosa
- #37 Masanori Sekiya et Toshio Suzuki
- #38 Hironori Takeuchi et Toshihiro Kaneishi (en)
- #39 Masami Kageyama et Tatsuya Tanigawa
- #75 Takeshi Takahashi et Yuji Tachikawa
- #100 Akira Iida et Kunimitsu Takahashi
- #556 Masahiko Kageyama et Masahiko Kondoh
- #001 Ryoji Tsubuka et Yan Qiu (Équipe Imagineer)
- #002 Gareth Betts et Jim Murdoch (Équipe Ocean Software)